# Domenico di Cecco
Domenico di Cecco di Baldi (* in Gubbio; † 1488) war ein italienischer Maler, der in der Mitte des 15. Jahrhunderts lebte.

## Leben
Er wurde in Gubbio geboren und arbeitete in seiner Heimatstadt, wo er bei Ottaviano Nelli seine Ausbildung in der Malerei erhielt.
1444 malte er eine trauernde Madonna und den Heiligen Petrus für die Kirche Santa Maria della Piaggiola in Gubbio, 1448 ein Kruzifixus und die Heiligen Antonius und Leonhard, 1461 ein Pallium für die Confraternita de’ Bianchi, 1450 eine Altartafel für San Erasmo.
Zwischen 1462 und 1485 war er mehrmals Ratsherr im Stadtviertel San Andrea.
Unter seinen Schülern war Bernardino di Nanni, dem er im Testament vom 7. August 1487 seine Malausrüstung vermachte.